# St. Ägidius (Türkenfeld)

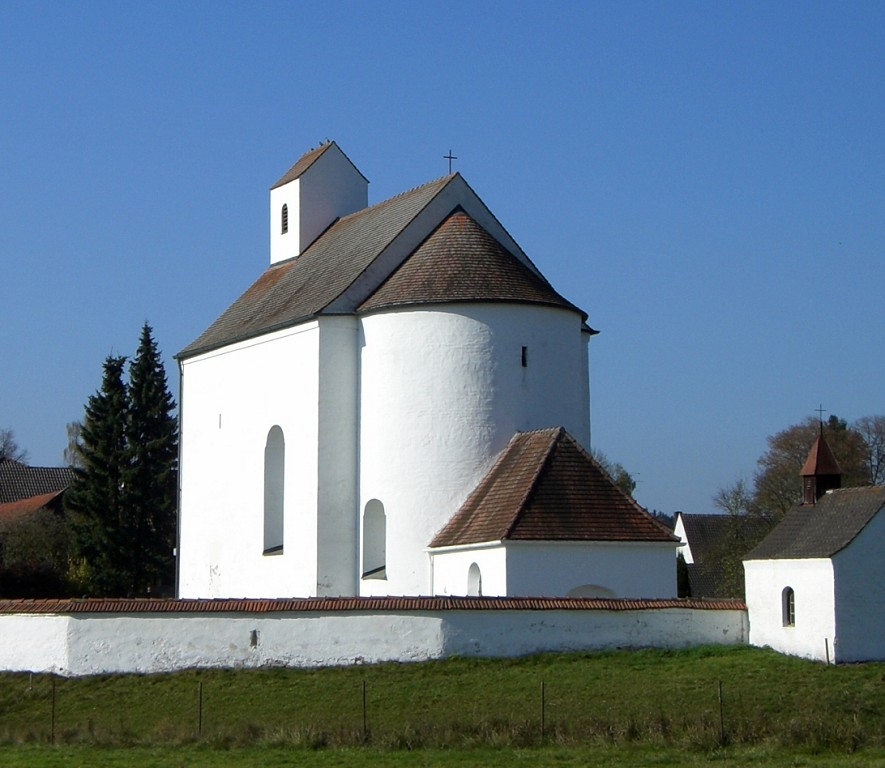
Außenansicht der Filialkirche St. Ägidius von Südosten

Die römisch-katholische Filialkirche St. Ägidius in Türkenfeld, einem Ortsteil der Gemeinde Hohenthann im niederbayerischen Landkreis Landshut, ist die Kapelle der Burg Türkenfeld. Die romanische Wehrkirche aus dem 12. oder 13. Jahrhundert ist vom Bautypus der romanischen Landkirche mit profanem Obergeschoss, der besonders in der Umgebung von Regensburg und Mainburg häufig anzutreffen ist. Die Filialkirche der Pfarrei St. Laurentius in Hohenthann ist dem heiligen Ägidius (Gedenktag: 1. September) geweiht.

## Geschichte
Der wehrhafte romanische Bau wurde im 17. und 18. Jahrhundert barockisiert. Neben einer neuen Einrichtung wurden dabei die Fensteröffnungen auf ihre heutigen Abmessungen vergrößert. Auf einer Fotografie aus der Zeit vor 1930, die in  abgebildet ist, besitzt der Dachreiter noch einen oktogonalen Aufsatz. Dieser wurde bei einem Blitzeinschlag zerstört und nicht in der gleichen Form wieder aufgebaut. Eine unschöne, bis zum Dachfirst des Schiffes reichende Blechdachung der Apsis wurde dagegen im 20. Jahrhundert entfernt.

## Beschreibung
Innerhalb des Burggrabens, der heute nur mehr mit geringer Tiefe erhalten ist, befindet sich eine flache Geländeerhebung, auf der heute der Kirchenfriedhof angelegt ist. Dieser wird vollständig von einer verputzten Backsteinmauer umgeben, die größtenteils aus dem 18. oder 19. Jahrhundert stammen dürfte. Im südöstlichen Bereich sind zwei Schießscharten in Schlitzform mit Schräglaibung und Kragsturz erhalten. Im östlichen Bereich innerhalb des Mauerrings steht die ehemalige Burg- bzw. Schlosskapelle, die heutige Filialkirche St. Ägidius.

### Architektur
Die romanische Anlage des 12. oder 13. Jahrhunderts ist eine Saalkirche, die am Außenbau ungegliedert ist und ohne Sockel auskommt. Der nach Osten ausgerichtete, einschiffige Bau umfasst ein Kirchenschiff mit zwei Jochen und eine eingezogene Chorapsis in Form eines gestelzten Rundbogens. Trotz der geringen Grundfläche weist das Schiff eine beachtliche Höhe auf. Dies lässt schon von außen darauf schließen, dass es ursprünglich mehrgeschossig angelegt war. Damit ist das Gotteshaus dem Bautypus der romanischen Landkirche mit profanem Obergeschoss zuzuordnen, der zahlreichen Kirchen ähnlicher Zeitstellung in der Umgebung von Regensburg und Mainburg angehören.
An dem bis zu 1,83 Meter dicken Mauerwerk wird der wehrhafte Charakter des Baus deutlich sichtbar. Eine Besonderheit ist die innerhalb der südlichen Langhausmauer verlaufende Treppe, die sich bis etwa zur Mitte der Westwand fortsetzt. Ursprünglich besaß die Treppe eine Verbindungstür zu dem westlich an den Kirchenbau anstoßenden Schloss und vermittelte den Zugang von dort zu den Emporen und zum Dachraum der Kapelle. Das untere Ende der Treppe befindet sich auf der Höhe der unteren, ursprünglich weiter nach Osten reichenden Empore. Auf der Höhe der oberen Empore befindet sich ein Treppenabsatz. Die Zugänge von der Treppe zu den Emporen sind stichbogig bzw. rundbogig. In der südlichen Langhausmauer über dem erwähnten Treppenabsatz sowie an der entsprechenden Stelle der Nordmauer befindet sich je ein kleines romanisches Schlitzfenster, das zugleich als Schießscharte gedient haben könnte. Ein weiterer derartiger Lichtschlitz ist auf der Ostseite der Sargmauer über der Apsis erhalten. Die übrigen Fensteröffnungen sind barock und schließen im leicht eingezogenen Rundbogen.
Das Satteldach des Langhauses wird auf der Westseite durch einen kleinen, schlichten Dachreiter mit Satteldach bekrönt. Dieser weist auf der Nord- und Südseite jeweils eine rundbogige Klangarkade auf. Der frühere Achteckaufsatz mit Spitzhelm wurde bei einem Blitzeinschlag zerstört. Östlich an den Chor ist unter einem Walmdach die Sakristei untergebracht, westlich ist eine kleine Vorhalle. Beide Baukörper gehören nicht zu der ursprünglichen romanischen Anlage; sie wurden erst später ergänzt. Das ehemalige Südportal ist dagegen zugesetzt.
Der Chor wird innen von einer Halbkuppel überwölbt. Das Kirchenschiff wird dagegen von einem flachen Kreuzgewölbe mit einem Gurtbogen überspannt, der sich als Pilaster fortsetzt und bis zu etwa einem Drittel der Wandhöhe hinunter reicht. Der runde Chorbogen tritt ungewöhnlicherweise rund zehn Zentimeter hinter die Flucht der Apsis und ihrer Wölbung zurück. Das Innere des Schiffes ist gegenüber der Apsis stark überhöht. Über deren Kuppelwölbung ist jedoch ein zweiter Raum ausgespart, den eine sogenannte Sargmauer umschließt. Diese erreicht die Höhe der Umfassungsmauer des Schiffs.

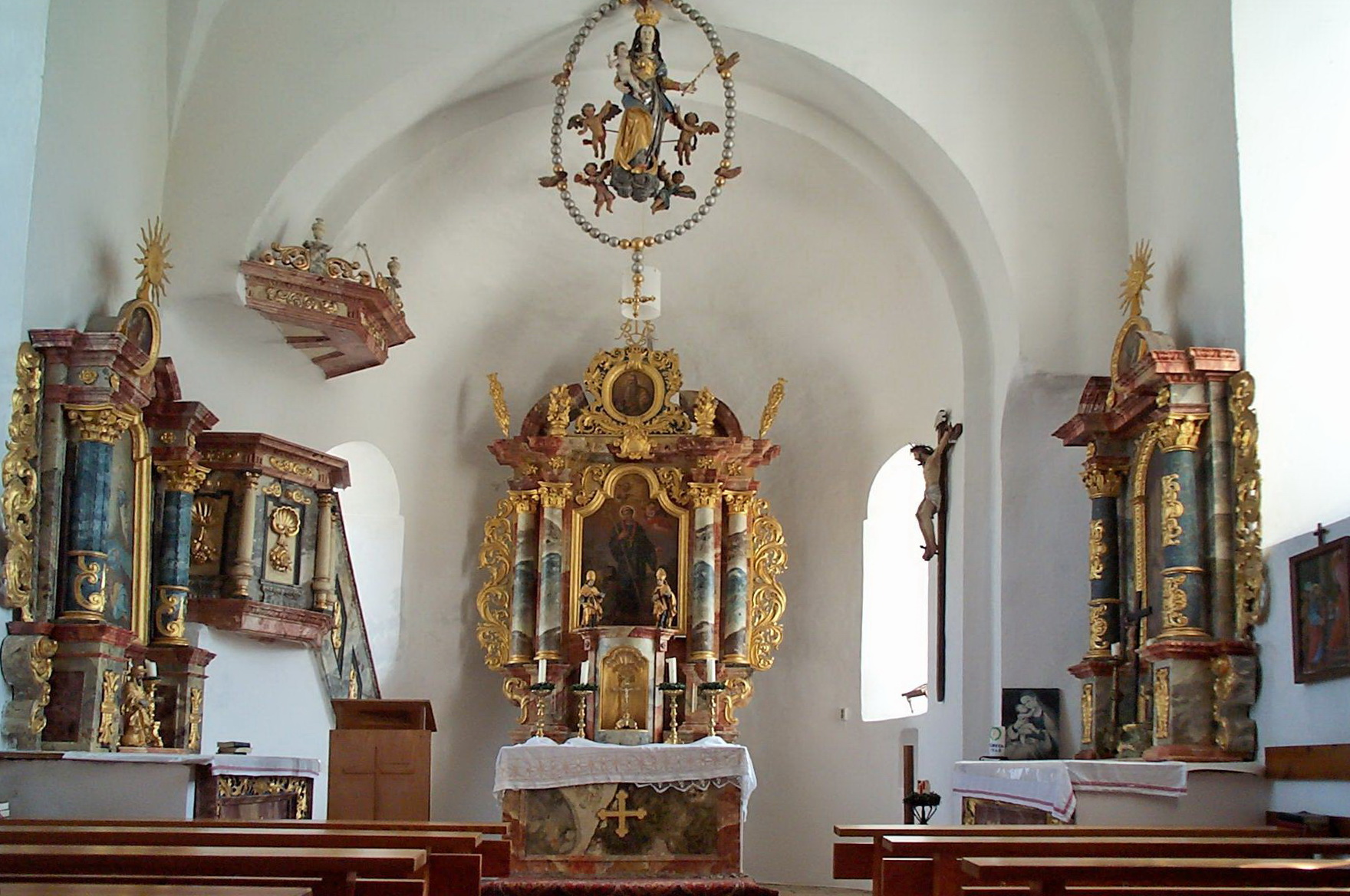
Innenraum

### Ausstattung
Die Ausstattung ist überwiegend barock und geht auf das 17. und 18. Jahrhundert zurück.
Der spätbarocke Hochaltar stammt aus der Zeit um 1720/30. Der mit Laubwerk und gerieften Bändern verzierte Aufbau wird von vier marmorierten Rundsäulen getragen. In der Predellazone befindet sich mittig ein vergoldeter Tabernakel mit Aussetzungsnische. Auf einem Sockel über der Nische stehen zwei von ursprünglich vier kleinen Holzfiguren der lateinischen Kirchenväter. Das Altarblatt von einem geschwungenen Schnitzrahmen umgeben und enthält eine Darstellung des Kirchenpatrons Ägidius mit der Hirschkuh. Über dem profilierten, mehrfach verkröpften Gebälk, das mit vergoldeten Vasen verziert ist, erhebt sich zwischen zwei Giebelstücken der geschwungene Aufsatz.
Die beiden als Pendants ausgeführten Seitenaltäre stehen neben Chorbogen an den Seitenwänden. Die Barockaltäre wurden um 1680/90 geschaffen. Der Aufbau wird von je zwei marmorierten Rundsäulen getragen und sind seitlich mit geschnitztem Knorpel- und Rankwerk verziert. Die geschnitzten Antependien aus der Zeit um 1700 sind mit Akanthusschnitzwerk dekoriert. Der nördliche (linke) Seitenaltar zeigt auf dem Altarblatt eine Darstellung der Himmelfahrt Christi. Auf der Mensa befindet sich eine kleine, vergoldete Figur des heiligen Jakobus d. Ä. Der südliche (rechte) Seitenaltar zeigt auf dem Hauptgemälde eine Darstellung der Heiligen Familie.
Die ebenfalls barocke Kanzel ist südlich am Chorbogen angebracht. Der polygonale Korpus wird von runden Ecksäulchen gegliedert. Die Felder dazwischen sind mit Muschelwerk und Fruchtgehängen verziert. Oben am Chorbogen ist außerdem eine barocke Rosenkranzmadonna angebracht, die Mitte des 17. Jahrhunderts geschaffen wurde.

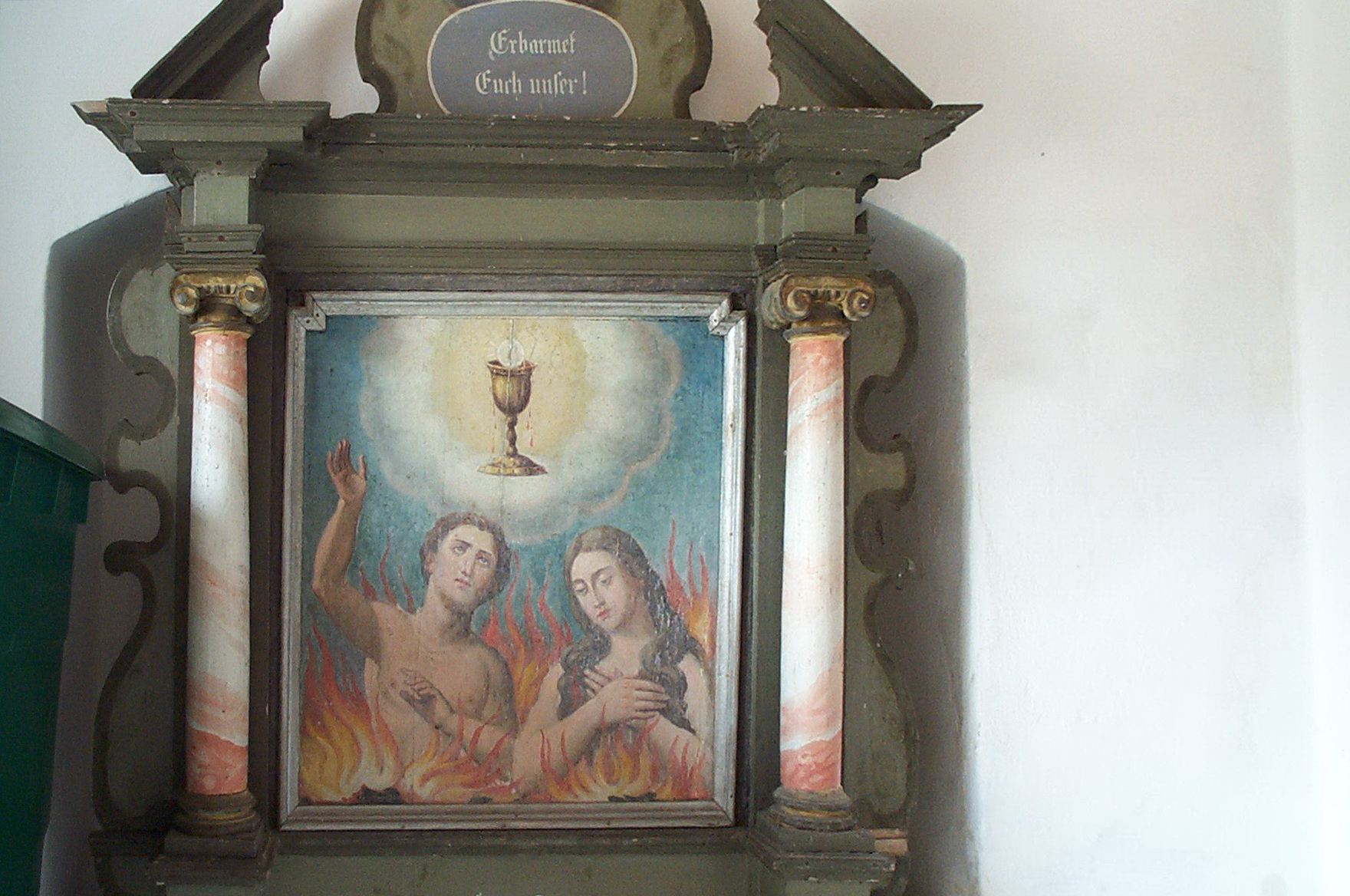
Arme-Seelen-Altar in der Vorhalle

In der Vorhalle befindet sich ein kleiner Barockaltar mit zwei Säulen, Gebälk und Giebelstücken. Auf dem Altarblatt ist eine Arme-Seelen-Darstellung zu sehen. In einer Kartusche im Auszug steht der Schriftzug Erbarmet Euch unser!

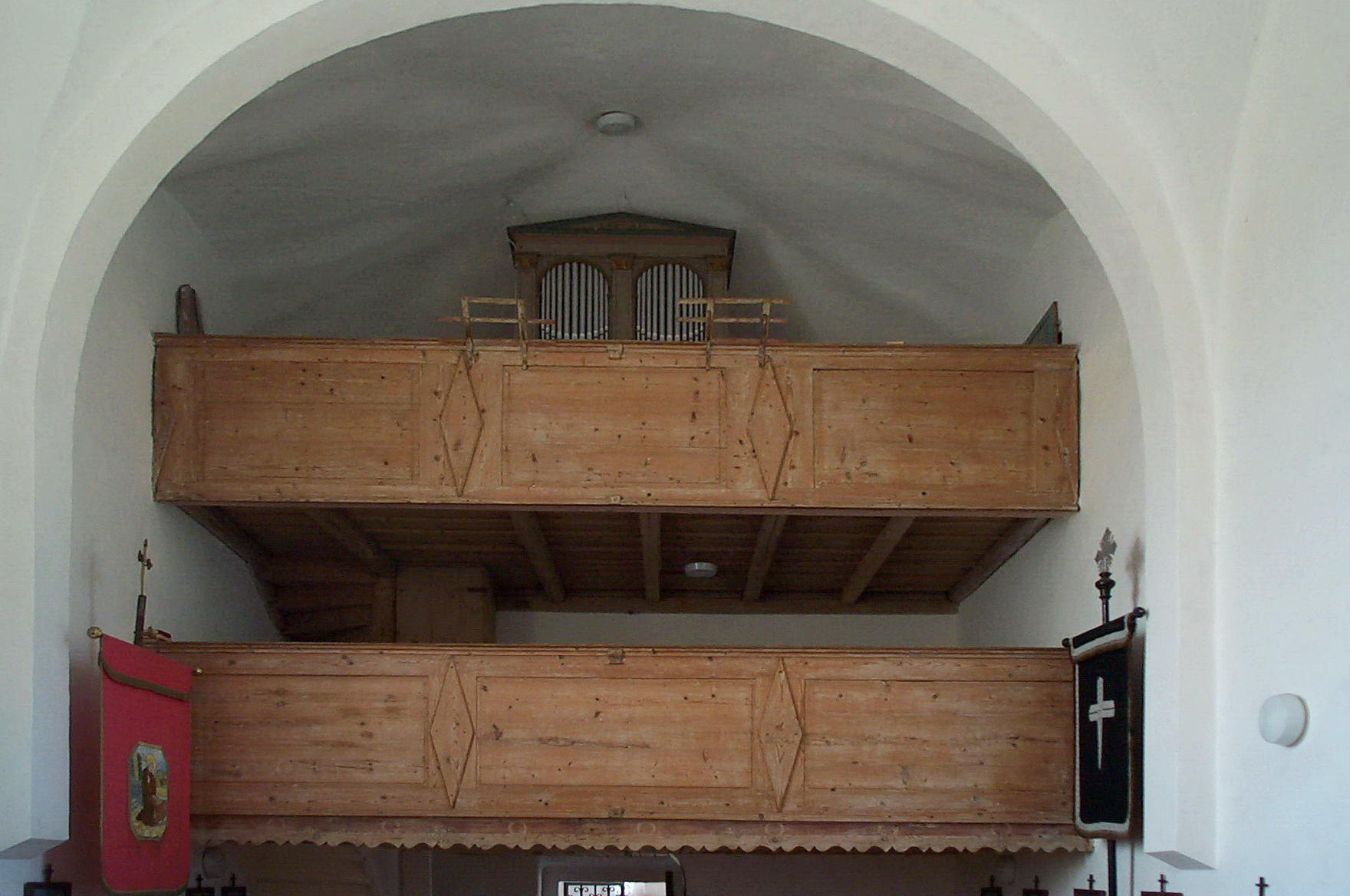
Blick zur Doppelempore mit Orgel

### Orgel
Auf dem oberen Geschoss der Westempore befindet sich eine historische Orgel, die um 1850 von einem unbekannten Meister geschaffen wurde. Sie wurde 1858 von dem Landshuter Orgelbauer Johann Ehrlich in Türkenfeld aufgestellt und in Betrieb genommen. Das Schleifladeninstrument mit mechanischen Spiel- und Registertrakturen ist hinter einem klassizistischen Prospekt untergebracht. Es umfasst fünf Register auf einem Manual und einem fest angekoppelten Pedal. Das Windwerk muss noch per Hand betätigt werden. Die Disposition lautet wie folgt:
| I Manual CDEFGA–c3 |           |    |
| 1.                 | Copel     | 8′ |
| 2.                 | Principal | 4′ |
| 3.                 | Flöte     | 4′ |
| 4.                 | Mixtur    | 2′ |

| Pedal CDEFGA–a |        |     |
| 5.             | Subbaß | 16′ |